# Américo González
Américo Francisco González Batista (* 17. Dezember 1925 in Maldonado; † 30. April 1970) war ein uruguayischer Moderner Fünfkämpfer.
Américo González nahm an den Olympischen Sommerspielen 1952 in Helsinki teil. Im Einzelwettkampf belegte er den 49. Platz und wurde in der Mannschaftswertung mit Uruguay Dreizehnter.